# Radolišta
Radolišta (makedonska: Радолишта, albanska: Ladorisht) är en ort i Nordmakedonien. Den ligger i kommunen Struga, i den sydvästra delen av landet, 110 kilometer sydväst om huvudstaden Skopje. Radolišta ligger 741 meter över havet och antalet invånare är 2 814.